# Douglas B-23 Dragon
Дуглас B-23 Дрегон (англ. Douglas B-23 Dragon — Дракон) — американський двомоторний суцільнометалевий 4-5-місний бомбардувальник середнього радіуса дії.

## Історія створення
Ще під час створення B-18 було зрозуміло, що дуже швидко буде потрібний бомбардувальник з значно кращими характеристиками, спроба просто поставити потужніші двигуни (модель XB-22) очікуваних результатів не принесла і компанія Douglas почала розробку нового літака. Новий проєкт B-23 все ще створювався на базі B-18, але в нього, у порівнянні з попередником, був значно перероблений фюзеляж та вертикальне оперення, а також посилені крила запозиченні в лайнера DC-3. Проєкт був прийнятий військовими, які переоформили замовлення останніх 38 B-18 на B-23. Перший політ відбувся у 1939 році, але після виконання контракту на 38 літаків, більше B-23 не виготовлялись.

## Конструкція
На відміну від B-18, літак B-23 був низькопланом, мав вужчий фюзеляж з високим кілем та рулем висоти, абсолютно нові мотогондоли з двигунами Wright R-2600-3 та хвостову кулеметну точку. Шасі повністю ховались, причому хвостове колесо також ховалось у спеціальну нішу. Носова частина бомбардувальника не мала засклення та стрілецької точки, оскільки передбачалось, що маючи більшу швидкість, B-23 зможе ухилитись від бою з винищувачами на зустрічних курсах.

## Тактико-технічні характеристики

### Технічні характеристики
- Екіпаж: 4-6 чоловік
- Довжина: 17,78 м
- Розмах крила: 28,04 м
- Площа крила: 92,25 м ²
- Маса порожнього: 8 645 кг
- Маса спорядженого: 13 835 кг
- Максимальна злітна маса: 15 696 кг
- Двигуни: 2 × Wright R-2600-3 Cyclone 14
- Потужність: 2 × 1 600 к. с.

### Льотні характеристики
- Максимальна швидкість: 454 км/г на висоті 3 658 м
- Практична дальність: 2 341 км
- Практична стеля: 9 632 м

### Озброєння
- Кулеметне:
  - 3 × 7,62 мм кулемети Browning М1919 в носовій, верхній і нижній установках
  - 12,7-мм кулемет Browning M2 в хвості
- Бомбове навантаження:
  - до 910 кг бомб

## Історія використання
Літаки B-23 почали заміняти застарілий Northrop A-17, проте їхня служба виявилась дуже нетривалою. Досить швидко аналіз повітряних боїв в Європі показав, що сам B-23 не може конкурувати з бомбардувальниками воюючих сторін. У 1941 році вони стали замінюватись новими B-25 та B-26. Через це літаки B-23 участь у бойових діях не брали, але наприкінці 1941 року декілька літаків залучались до патрулювання тихоокеанського узбережжя США.
B-23 використовувались для тренування льотчиків бомбардувальників. Частина літаків були переобладнані на транспортні, їм був присвоєний індекс UC-67.
Після війни непотрібні B-23 та UC-67 продали приватним власникам. Багато з них були перероблені технічним відділом компанії Pan American World Airways у пасажирські. Замість бомбового відсіку був обладнаний пасажирський салон на 12 осіб з туалетом та засобами обслуговування. По бортах були зроблені ілюмінатори. Деякі переобладнані літаки літали до кінця 1970-х років.
На даний час збереглось 4 екземпляри B-23, які знаходяться в авіамузеях США.